# Kyla Richey
Kyla Elizabeth Richey (Langley, 20 giugno 1989) è una pallavolista canadese, schiacciatrice nelle Indias de Mayagüez.

## Biografia
È sposata col pallavolista Rudy Verhoeff.

## Carriera

### Club
La carriera di Kyla Richey inizia nella formazioni di pallavolo femminile della British Columbia, con cui gioca per quattro stagioni nel CIS, aggiudicandosi altrettanti titoli, venendo anche eletta MVP dopo il primo titolo vinto e insignita del Mary Lyons Award durante il suo ultimo anno.
Nel gennaio 2013 firma il suo primo contratto professionistico, ingaggiata per la seconda parte della stagione 2012-13 dal Potsdam, club impegnato nella 1. Bundesliga tedesca, che lascia nella stagione seguente approdando nella Voleybol 1. Ligi turca allo Yeşilyurt.
Nel campionato 2014-15 viene ingaggiata dalla Robur Tiboni Urbino, nella Serie A1 italiana, tuttavia lascia il club nel gennaio 2015, terminando l'annata in Germania col Vilsbiburg. Nel campionato seguente difende i colori dell'Azəryol, nella Superliqa azera, mentre nella stagione 2016-17 approda nell'A1 Ethnikī greca, accasandosi al Panathīnaïkos; si trasferisce quindi in Indonesia per disputare la Proliga 2018 con la maglia del Jakarta Pertamina, aggiudicandosi il titolo nazionale.
Nella stagione 2018-19 è invece impegnata nella Liga Nacional Superior de Voleibol peruviana con il San Martín, con cui vince il campionato ottenendo anche i riconoscimenti individuali di MVP e di miglior realizzatrice. In seguito si accasa a Porto Rico, dove disputa la Liga de Voleibol Superior Femenino 2020 con le Indias de Mayagüez.

### Nazionale
Nel 2009 riceve le prime convocazioni nella nazionale canadese, con cui dieci anni dopo vince la medaglia d'oro alla Volleyball Challenger Cup 2019 e quella di bronzo al campionato nordamericano 2019.

## Palmarès

### Club
- U Sports: 4

2009, 2010, 2011, 2012
- Campionato indonesiano: 1

2018
- Campionato peruviano: 1

2018-19

### Nazionale (competizioni minori)
- Volleyball Challenger Cup 2019

### Premi individuali
- 2009 - CIS: MVP
- 2012 - Mary Lyons Award
- 2019 - Liga Nacional Superior de Voleibol: MVP
- 2019 - Liga Nacional Superior de Voleibol: Miglior realizzatrice